# Bundesbedarfsplangesetz
Das Gesetz über den Bundesbedarfsplan, kurz Bundesbedarfsplangesetz (BBPlG), ist ein deutsches Bundesgesetz, das seit 2013 den beschleunigten Ausbau von mehreren Höchstspannungsleitungen im Übertragungsnetz regelt. Es gibt die prinzipiellen technischen Ausführungsarten – Drehstrom oder Gleichstrom, Freileitung oder Erdkabel – der zu bauenden Leitungen, einige weitere Eigenheiten sowie Rahmenbedingungen vor. Der eigentliche Bundesbedarfsplan, eine Liste konkreter Leitungsbauvorhaben, ist als Anlage Bestandteil dieses Gesetzes.
Eine mit dem BBPlG vergleichbare Funktion hat das bereits 2009 verabschiedete Energieleitungsausbaugesetz (EnLAG), durch das ebenfalls bestimmte Leitungsbauvorhaben festgelegt wurden (anders als im BBPlG jedoch ausschließlich 380-kV-Drehstrom-Leitungen).

## Hintergrund und Ziele

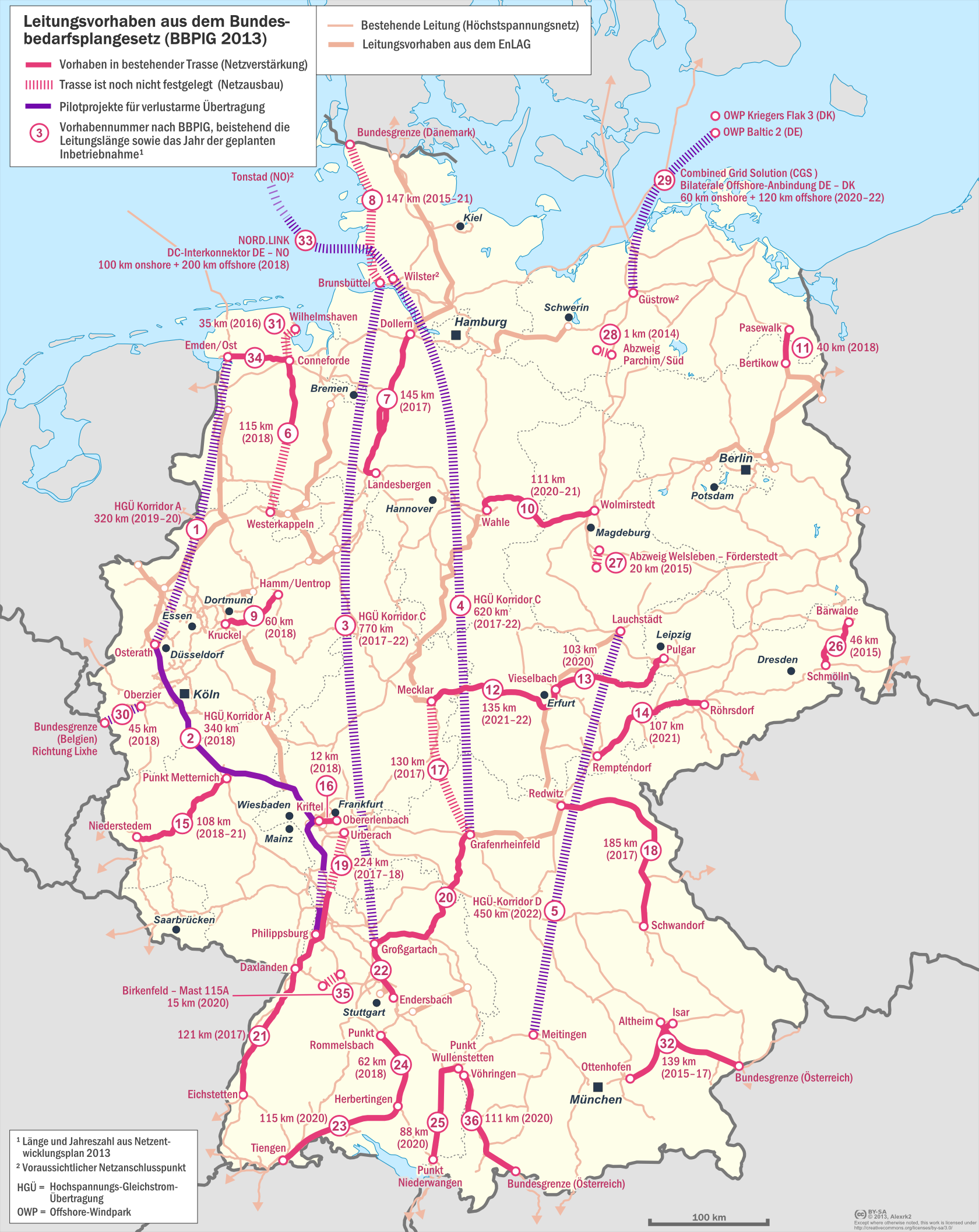
Karte der BBPlG-Vorhaben (Stand 2013)

Das Bundesbedarfsplangesetz wurde am 25. April 2013 vom Bundestag und am 7. Juni 2013 vom Bundesrat verabschiedet.
Wesentlich für die Entwicklung des Gesetzes war die Novelle des Energiewirtschaftsgesetzes (EnWG) von 2011, die wiederum auf dem Dritten Energiepaket der EU basierte. Eine weitere Grundlage bildet das Netzausbaubeschleunigungsgesetz Übertragungsnetz (NABEG) von 2011, das wichtige Verfahrensvorschriften enthält. Damit im Zusammenhang steht ein neu eingeführtes Verfahren zur Netzentwicklungsplanung mit strukturierten Verfahrensschritten (→ Stromnetzausbau) und regelmäßigen Erarbeitungen und Aktualisierungen eines Netzentwicklungsplans (NEP).
Der erste Netzentwicklungsplan wurde 2012 von der Bundesnetzagentur (BNetzA) bestätigt und der Bundesregierung als Entwurf für einen Bundesbedarfsplan vorgelegt. Mit dem BBPlG wurde dieser Entwurf in ein Gesetz überführt. Damit wurden diejenigen Höchstspannungsleitungen definiert, die von den vier deutschen Übertragungsnetzbetreibern (ÜNB) ab 2013 vordringlich auszubauen waren bzw. sind.
In der Begründung zum Bundesbedarfsplan wurde insbesondere auf die durch die Energiewende und den zweiten Atomausstieg nach der Nuklearkatastrophe von Fukushima 2011 bedingte Notwendigkeit zum Netzumbau und -ausbau abgestellt.
Gemäß § 1 des Gesetzes dienen die BBPlG-Leitungsbauvorhaben neben der Einbindung von Elektrizität aus erneuerbaren Energiequellen auch der Interoperabilität der Elektrizitätsnetze innerhalb der Europäischen Union (europäisches Verbundsystem), dem Anschluss neuer Kraftwerke oder der Vermeidung struktureller Engpässe im Übertragungsnetz. Außerdem wird mit § 1 die energiewirtschaftliche Notwendigkeit und der vordringliche Bedarf aller BBPlG-Vorhaben als Bundesbedarfsplan gemäß § 12e EnWG festgestellt. Die Realisierung der Vorhaben ist zudem aus Gründen eines überragenden öffentlichen Interesses und im Interesse der öffentlichen Sicherheit erforderlich. Diese gesetzliche Verankerung der Planrechtfertigung (Feststellung des Bedarfs) ist für die Übertragungsnetzbetreiber sowie für Planungsverfahren und Genehmigungen verbindlich.
Um das Ziel der Verfahrensbeschleunigung zu erreichen, legt § 6 BBPlG ferner einen kurzen Rechtsweg fest; bei Klagen entscheidet das Bundesverwaltungsgericht (4. Revisionssenat) in erster und letzter Instanz.
Der Ausstieg aus der Kohleverstromung in Deutschland im Zuge der Energiewende macht einen weiteren Ausbau des Übertragungsnetzes erforderlich. In mehreren Änderungen des BBPlG sind zusätzliche Vorhaben in den Bundesbedarfsplan aufgenommen worden.

## Leitungsbauvorhaben des Bundesbedarfsplans
Das Bundesbedarfsplangesetz in seiner 2019 geltenden Fassung umfasst 43 Vorhaben für Höchstspannungsleitungen mit einer Gesamtlänge von rund 5900 Kilometern, die als Bundesbedarfsplan in der Anlage des Gesetzes aufgeführt sind. Die vier in der Erstfassung enthaltenen Vorhaben Nr. 16, 22, 23 und 36 wurden im Anschluss an Netzentwicklungsplan-Strom-Überprüfungen zwischenzeitlich gestrichen; die fortlaufende Vorhabennummerierung blieb davon unberührt.
Die Auswahl der BBPlG-Vorhaben beruht grundsätzlich auf den zuvor von der BNetzA turnusgemäß genehmigten Netzentwicklungsplänen. Entsprechende Aktualisierungen finden folglich regelmäßig ihren Niederschlag in Anpassungen des Bundesbedarfsplans.
In der Bundesbedarfsplanliste sind mehrere Vorhaben mit besonderen Kennzeichnungen aufgeführt. Dazu gehören länder- und grenzüberschreitende Vorhaben, für die – gemäß NABEG und entsprechend der Planfeststellungszuweisungverordnung (PlfZV von 2013) – die BNetzA für die Bundesfachplanung und die Planfeststellungsverfahren zuständig ist.
Daneben gibt es auch gekennzeichnete Pilotprojekte für verlustarme Übertragung hoher Leistungen über große Entfernungen, Offshore-Anbindungsleitungen, Pilotprojekte für Hochtemperaturleiterseile, Erdkabel für Leitungen zur Höchstspannungs-Gleichstrom-Übertragung, Pilotprojekte für Erdkabel zur Höchstspannungs-Drehstrom-Übertragung, Projekte ohne Bundesfachplanung sowie die Möglichkeit, zusätzliche Leerrohre zu verlegen.
| Nr.  | Vorhaben | Spannung  | Projektname               | Länge (ca. km) | ÜNB                | Im BBPl             | (Geplante) Inbetriebnahme | Status                                                           |
| ---- | --- | --------- | ------------------------- | -------------- | ------------------ | ------------------- | ------------------------- | ---------------------------------------------------------------- |
| 1    | Emden Ost–Osterath | DC 525 kV | A-Nord                    | 298            | Amprion            | seit 2013           | 2027                      | in Bau                                                           |
| 2    | Osterath–Philippsburg | DC 380 kV | Ultranet                  | 341            | Amprion/TransnetBW | seit 2013           | 2026                      | in Bau                                                           |
| 3    | Brunsbüttel–Großgartach | DC 525 kV | Suedlink                  | 692            | Tennet/TransnetBW  | seit 2013           | 2028                      | in Bau                                                           |
| 4    | Wilster–Bergrheinfeld/West | DC 525 kV | Suedlink                  | 540            | TenneT/TransnetBW  | seit 2013           | 2028                      | in Bau                                                           |
| 5    | Wolmirstedt–Isar | DC 525 kV | Südostlink                | 538            | 50Hertz/TenneT     | seit 2013           | 2027                      | in Bau                                                           |
| 5a   | Klein Rogahn/Stralendorf/Warsow/Holthusen/Schossin–Isar | DC 525 kV | Südostlink                | 758            | 50Hertz/TenneT     | seit 2021           | 2030                      | in Bau                                                           |
| 6    | Conneforde–Landkreis Cloppenburg–Merzen/Neuenkirchen | AC 380 kV | CCM                       | 125            | TenneT/Amprion     | seit 2013           | 2026                      | in Bau                                                           |
| 7    | Stade–Sottrum–Grafschaft Hoya–Landesbergen | AC 380 kV |                           | 179            | TenneT             | seit 2013           | 2026                      | in Bau                                                           |
| 8    | Brunsbüttel–Barlt–Heide–Husum–Klixbüll–Bundesgrenze (DK) Dänemark                                                                                              | AC 380 kV | Westküstenleitung         | 137            | TenneT             | seit 2013           | 2023                      | in Betrieb                                                       |
| 9    | Hamm-Uentrop–Kruckel | AC 380 kV |                           | 60             | Amprion            | seit 2013           | 2017                      | in Betrieb                                                       |
| 10   | Wolmirstedt–Helmstedt Ost–Wahle | AC 380 kV |                           | 211            | 50Hertz/TenneT     | seit 2013           | 2032                      | in Bau                                                           |
| 11   | Bertikow–Pasewalk | AC 380 kV |                           | 31             | 50Hertz            | seit 2013           | 2024                      | in Betrieb                                                       |
| 12   | Vieselbach–Eisenach–Mecklar | AC 380 kV |                           | 130            | 50Hertz/TenneT     | seit 2013           | 2027                      | in Bau                                                           |
| 13   | Pulgar–Vieselbach | AC 380 kV |                           | 106            | 50Hertz            | seit 2013           | 2025                      | in Bau                                                           |
| 14   | Röhrsdorf–Weida–Remptendorf | AC 380 kV |                           | 109            | 50Hertz            | seit 2013           | 2025                      | in Bau                                                           |
| 15   | Punkt Metternich–Niederstedem | AC 380 kV |                           | 105            | Amprion            | seit 2013           | 2026                      | in Bau                                                           |
| 16 1 | aufgehoben 1 (Kriftel–Obererlenbach) | AC 380 kV |                           | 11             | Amprion/TenneT     | 2013–2015           | – 1                       | – 1                                                              |
| 17   | Mecklar–Dipperz–Bergrheinfeld West | AC 380 kV | Fulda-Main-Leitung (P43)  | 152            | TenneT             | seit 2013           | 2031                      | in Planung                                                       |
| 18   | Redwitz–Mechlenreuth–Etzenricht–Schwandorf | AC 380 kV | Ostbayernring             | 182            | TenneT             | seit 2013           | 2026                      | in Bau                                                           |
| 19   | Urberach–Pfungstadt–Weinheim–G380–Altlußheim–Daxlanden | AC 380 kV |                           | 142            | Amprion/TransnetBW | seit 2013           | 2031                      | in Bau                                                           |
| 20   | Grafenrheinfeld–Kupferzell–Großgartach | AC 380 kV |                           | 149            | TenneT/TransnetBW  | seit 2013           | 2026                      | in Bau                                                           |
| 21   | Daxlanden–Kuppenheim–Bühl–Eichstetten | AC 380 kV |                           | 119            | TransnetBW         | seit 2013           | 2029                      | in Bau                                                           |
| 22   | Großgartach–Endersbach 1 | AC 380 kV |                           | 27             | TransnetBW         | 2013–2015 seit 2021 | 2030                      | in Planung                                                       |
| 23   | Herbertingen–Waldshut-Tiengen–Waldshut-Tiengen/Weilheim mit Abzweig Pfullendorf/Wald und Abzweig Beuren 1                                                      | AC 380 kV |                           | 140            | Amprion/TransnetBW | 2013–2015 seit 2021 | 2032                      | in Planung                                                       |
| 24   | Punkt Rommelsbach–Herbertingen | AC 380 kV |                           | 61             | Amprion            | seit 2013           | 2021                      | in Betrieb                                                       |
| 25   | Punkt Wullenstetten–Punkt Niederwangen | AC 380 kV |                           | 88             | Amprion            | seit 2013           | 2028                      | in Planung                                                       |
| 26   | Bärwalde–Schmölln | AC 380 kV |                           | 46             | 50Hertz            | seit 2013           | 2014                      | in Betrieb                                                       |
| 27   | Abzweig Welsleben–Förderstedt | AC 380 kV |                           | 12             | 50Hertz            | seit 2013           | 2015                      | in Betrieb                                                       |
| 28   | Abzweig Parchim Süd–Neuburg | AC 380 kV |                           | 1              | 50Hertz            | seit 2013           | 2014                      | in Betrieb                                                       |
| 29   | Anbindung Offshore-Windpark Kriegers Flak (DK) mit Verbindung Offshore-Windpark Kriegers Flak (DK) – Offshore-Windpark Baltic 2 Dänemark                       | DC, AC    | Combined Grid Solution    | 8              | 50Hertz            | seit 2013           | 2020                      | in Betrieb                                                       |
| 30   | Oberzier–Bundesgrenze (BE) Belgien | DC 320 kV | ALEGrO                    | 40             | Amprion            | seit 2013           | 2020                      | in Betrieb                                                       |
| 31   | Wilhelmshaven–Conneforde | AC 380 kV |                           | 30             | TenneT             | seit 2013           | 2020                      | in Betrieb                                                       |
| 32   | Altheim – Bundesgrenze (AT) – Pleinting mit Abzweigen Markt Tann/Gemeinde Zeilarn – Pirach und Matzenhof – Simbach Österreich                                  | AC 380 kV | 380-kV-Deutschlandleitung | 156            | TenneT             | seit 2013           | 2030                      | in Bau                                                           |
| 33   | Schleswig-Holstein – Südnorwegen (NO) Norwegen | DC 525 kV | NordLink                  | 623            | TenneT             | seit 2013           | 2021                      | in Betrieb                                                       |
| 34   | Emden Ost–Conneforde | AC 380 kV |                           | 61             | TenneT             | seit 2013           | 2022                      | in Betrieb                                                       |
| 35   | Birkenfeld–Mast 115A | AC 380 kV |                           | 14             | TransnetBW         | seit 2013           | 2025                      | in Bau                                                           |
| 36 1 | aufgehoben 1 (Vöhringen–Bundesgrenze (AT) mit Abzweig Woringen–Memmingen) Österreich                                                                           | AC 380 kV |                           | 114            | Amprion            | 2013–2015           | – 1                       | – 1                                                              |
| 37 2 | aufgehoben 2 (Emden Ost–Halbemond) | AC 380 kV |                           | 30             | TenneT             | 2016–2022           | – 2                       | – 2                                                              |
| 38   | Dollern – Alfstedt – Hagen im Bremischen/Schwanewede – Elsfleth West                                                                                           | AC 380 kV |                           | 110            | TenneT             | seit 2016           | 2028                      | in Planung                                                       |
| 39   | Güstrow–Parchim Süd–Perleberg–Stendal West–Wolmirstedt | AC 380 kV |                           | 191            | 50Hertz            | seit 2016           | 2027                      | in Bau                                                           |
| 40   | Punkt Neuravensburg–Bundesgrenze (AT) Österreich | AC 380 kV |                           | 7              | TransnetBW/Amprion | seit 2016           | 2030                      | in Planung                                                       |
| 41   | Raitersaich–Altdorf b. Nürnberg/Winkelhaid–Sittling–Altheim | AC 380 kV | Juraleitung               | 160            | TenneT             | seit 2016           | 2031                      | in Planung                                                       |
| 42   | Kreis Segeberg–Lübeck–Siems mit Abzweig Ratekau–Göhl | AC 380 kV | Ostküstenleitung          | 120            | TenneT             | seit 2016           | 2027                      | in Bau                                                           |
| 43   | Borken–Mecklar | AC 380 kV |                           | 41             | TenneT             | seit 2016           | 2023                      | in Betrieb                                                       |
| 44   | Lauchstädt–Wolkramshausen–Vieselbach | AC 380 kV | Thüringer Strombrücke     | 146            | 50Hertz            | seit 2016           | 2028                      | in Planung                                                       |
| 45   | Borken–Twistetal | AC 380 kV |                           | 43             | TenneT             | seit 2016           | 2023                      | in Betrieb                                                       |
| 46   | Redwitz–Landesgrenze Bayern/Thüringen (Punkt Tschirn) | AC 380 kV |                           | 38             | TenneT             | seit 2016           | 2021                      | in Betrieb                                                       |
| 47   | Oberbachern–Ottenhofen | AC 380 kV |                           | 47             | TenneT             | seit 2016           | 2029                      | in Planung                                                       |
| 48   | Heide West – Polsum | DC        | Korridor B                | 391            | Amprion            | seit 2021           | 2032                      | in Planung                                                       |
| 49   | Wilhelmshaven/Landkreis Friesland – Lippetal/Welver/Hamm | DC        | Korridor B                | 259            | Amprion            | seit 2021           | 2032                      | in Planung                                                       |
| 50   | Brunsbüttel – Büttel – Wilster West – Amt Geest und Marsch Südholstein                                                                                         | AC 380 kV |                           | 53             | TenneT             | seit 2021           | 2030                      | in Planung                                                       |
| 51   | Hamburg Nord – Hamburg Ost – Ämter Büchen/Breitenfelde/Schwarzenbek-Land                                                                                       | AC 380 kV |                           | 59             | 50Hertz            | seit 2021           | 2031                      | in Bau                                                           |
| 52   | Güstrow – Bentwisch – Sanitz/Gnewitz/Dettmannsdorf/Marlow | AC 380 kV |                           | 68             | 50Hertz            | seit 2021           | 2029                      | in Planung                                                       |
| 53   | Güstrow – Siedenbrünzow – Iven/Krusenfelde/Krien/Spantekow/Werder/Bartow – Pasewalk Nord – Pasewalk                                                            | AC 380 kV |                           | 152            | 50Hertz            | seit 2021           | 2031                      | in Planung                                                       |
| 54   | Conneforde – Unterweser | AC 380 kV |                           | 36             | TenneT             | seit 2021           | 2028                      | in Planung                                                       |
| 55   | Elsfleth West – Ganderkesee/Lemwerder/Berne – Ganderkesee | AC 380 kV |                           | 45             | TenneT             | seit 2021           | 2029                      | in Planung                                                       |
| 56   | Conneforde – Ovelgönne/Rastede/Wiefelstede/Westerstede – Elsfleth West – Bezirk Bremen-West/Lilienthal/Ritterhude – Samtgemeinde Sottrum                       | AC 380 kV |                           | 118            | TenneT             | seit 2021           | 2031                      | in Planung                                                       |
| 57   | Dollern – Samtgemeinde Sottrum – Grafschaft Hoya – Ovenstädt – Eickum – Bechterdissen                                                                          | AC 380 kV | Elbe-Lippe-Leitung        | 218            | TenneT             | seit 2021           | 2033                      | in Planung                                                       |
| 58   | Ämter Büchen/Breitenfelde/Schwarzenbek-Land – Lüneburg/Samtgemeinde Gellersen/Samtgemeinde Ilmenau – Stadorf – Wahle                                           | AC 380 kV | Ostniedersachsen-Leitung  | 165            | TenneT             | seit 2021           | 2029                      | in Planung                                                       |
| 59   | Landesbergen – Lehrte – Mehrum Nord – Vechelde – Salzgitter | AC 380 kV | Ostfalen-Achse            | 141            | TenneT             | seit 2021           | 2032                      | in Bau                                                           |
| 60   | Siedenbrünzow – Güstrow – Putlitz Süd – Putlitz – Perleberg – Stendal West – Wolmirstedt – Schwanebeck/Huy – Klostermansfeld – Schraplau/Obhausen – Lauchstädt | AC 380 kV |                           | 439            | 50Hertz            | seit 2021           | 2034                      | in Bau                                                           |
| 61   | Ragow – Streumen | AC 380 kV |                           | 89             | 50Hertz            | seit 2021           | 2022                      | in Betrieb                                                       |
| 62   | Graustein – Bärwalde | AC 380 kV |                           | 22             | 50Hertz            | seit 2021           | 2022                      | in Betrieb                                                       |
| 63   | Hanekenfähr – Gronau | AC 380 kV |                           | 94             | Amprion            | seit 2021           | 2033                      | in Planung                                                       |
| 64   | Hattingen – Bezirk Ronsdorf (Wuppertal) | AC 380 kV |                           | 25             | Amprion            | seit 2021           | 2033                      | in Planung                                                       |
| 65   | Borken – Gießen Nord – Karben | AC 380 kV |                           | 124            | TenneT             | seit 2021           | 2029                      | in Planung                                                       |
| 66   | Großkrotzenburg – Dettingen – Urberach | AC 380 kV |                           | 24             | Amprion            | seit 2021           | 2028                      | in Planung                                                       |
| 67   | Bürstadt – BASF (Ludwigshafen am Rhein) | AC 380 kV |                           | 13             | Amprion            | seit 2021           | 2029                      | in Planung                                                       |
| 68   | Höpfingen – Hüffenhardt | AC 380 kV |                           | 46             | TransnetBW         | seit 2021           | 2030                      | in Planung                                                       |
| 69   | Güstrow – Schweden | DC 300 kV | Hansa PowerBridge         | 175            | 50Hertz            | seit 2021           |                           | Die schwedische Regierung will das Projekt nicht weiterverfolgen |
| 70   | Fedderwarden – Vereinigtes Königreich | DC 525 kV | NeuConnect                | 193            | Investor/TenneT    | seit 2021           | 2028                      | in Bau                                                           |
| 71   | Landkreis Trier-Saarburg – Bundesgrenze (LU) Luxemburg | AC 380 kV |                           | 11             | Amprion            | seit 2021           | 2027                      | in Planung                                                       |
| 72   | Eichstetten – Bundesgrenze (FR) Frankreich | AC 380 kV |                           | 18             | TransnetBW         | seit 2021           | 2030                      | in Planung                                                       |
| 73   | Wilhelmshaven/Landkreis Friesland – Fedderwarden – Conneforde                                                                                                  | AC 380 kV |                           | 43             | TenneT             | seit 2021           | 2029                      | in Planung                                                       |
| 74   | Punkt Blatzheim – Oberzier | AC 380 kV |                           | 16             | Amprion            | seit 2021           | 2027                      | in Planung                                                       |
| 75   | Siersdorf – Zukunft/Verlautenheide – Zukunft – Verlautenheide                                                                                                  | AC 380 kV |                           | 24             | Amprion            | seit 2021           | 2034                      | in Bau                                                           |
| 76   | Kriftel – Farbwerke Höchst-Süd | AC 380 kV |                           | 11             | Amprion            | seit 2021           | 2024                      | in Betrieb                                                       |
| 77   | Isar – Altheim | AC 380 kV |                           | 10             | TenneT             | seit 2021           | 2029                      | in Planung                                                       |
| 78   | Grenzkorridor II – Hanekenfähr | DC 320 kV | DolWin4                   | 187            | Amprion            | seit 2021           | 2028                      | in Bau                                                           |
| 79   | Grenzkorridor II – Hanekenfähr | DC 320 kV | BorWin4                   | 187            | Amprion            | seit 2021           | 2028                      | in Bau                                                           |
| 80   | Grenzkorridor V – Büttel | DC 320 kV | BorWin6                   | 138            | TenneT             | seit 2021           | 2027                      | in Bau                                                           |
| 81   | Hemmingstedt/Lieth/Lohe-Rickelshof/Wöhrden – Klein Rogahn/Stralendorf/Warsow/Holthusen/Schossin                                                                | DC 525 kV | NordOstLink               | 212            | 50Hertz/TenneT     | seit 2022           | 2032                      | in Planung                                                       |
| 81a  | Pöschendorf/Hadenfeld/Kaisborstel/Agethorst/Mehlbek – Klein Rogahn/Stralendorf/Warsow/Holthusen/Schossin                                                       | DC 525 kV | NordOstLink               | 153            | 50Hertz/TenneT     | seit 2024           |                           | in Planung                                                       |
| 81b  | Grenzkorridor N-V – Pöschendorf/Hadenfeld/Kaisborstel/Agethorst/Mehlbek                                                                                        | DC 525 kV | NordOstLink               | 136            | 50Hertz/TenneT     | seit 2024           |                           | in Planung                                                       |
| 81c  | Grenzkorridor N-V – Pöschendorf/Hadenfeld/Kaisborstel/Agethorst/Mehlbek                                                                                        | DC 525 kV | NordOstLink               | 136            | 50Hertz/TenneT     | seit 2024           |                           | in Planung                                                       |
| 81d  | Grenzkorridor N-V – Ämter Büchen/Breitenfelde/Schwarzenbek-Land                                                                                                | DC 525 kV | NordOstLink               | 238            | 50Hertz/TenneT     | seit 2024           |                           | in Planung                                                       |
| 81e  | Grenzkorridor N-V – Ämter Büchen/Breitenfelde/Schwarzenbek-Land                                                                                                | DC 525 kV | NordOstLink               | 238            | 50Hertz/TenneT     | seit 2024           |                           | in Planung                                                       |
| 81f  | Grenzkorridor N-V – Wiemersdorf/Hardebek | DC 525 kV | NordOstLink               | 176            | 50Hertz/TenneT     | seit 2024           |                           | in Planung                                                       |
| 82   | Ovelgönne/Rastede/Wiefelstede/Westerstede – Bürstadt | DC 525 kV | Rhein-Main-Link           | 528            | Amprion            | seit 2022           | 2033                      | in Planung                                                       |
| 82a  | Ovelgönne/Rastede/Wiefelstede/Westerstede – Hofheim am Taunus                                                                                                  | DC 525 kV | Rhein-Main-Link           | 513            | Amprion            | seit 2024           |                           | in Planung                                                       |
| 82b  | Grenzkorridor N-III – Kriftel | DC 525 kV | Rhein-Main-Link           | 619            | Amprion            | seit 2024           |                           | in Planung                                                       |
| 82c  | Grenzkorridor N-III – Bürstadt/Biblis/Groß-Rohrheim/Gernsheim/Biebesheim am Rhein                                                                              | DC 525 kV | Rhein-Main-Link           | 663            | Amprion            | seit 2024           |                           | in Planung                                                       |
| 83   | Sanitz/Gnewitz/Dettmannsdorf/Marlow – Schweden | DC        | Hansa PowerBridge II      | 35             | 50Hertz            | seit 2022           |                           | in Planung                                                       |
| 84   | Lübeck – Ämter Büchen/Breitenfelde/Schwarzenbek-Land | AC 380 kV | Elbe-Lübeck-Leitung       | 52             | TenneT             | seit 2022           | 2029                      | in Planung                                                       |
| 85   | Güstrow – Wessin – Görries – Klein Rogahn/Stralendorf/Warsow/Holthusen/Schossin – Ämter Büchen/Breitenfelde/Schwarzenbek-Land – Krümmel                        | AC 380 kV |                           | 147            | 50Hertz            | seit 2022           | 2034                      | in Planung                                                       |
| 86   | Emden Ost – Bundesgrenze (NL) Niederlande | AC 380 kV |                           | 40             | TenneT             | seit 2022           | 2034                      | in Planung                                                       |
| 87   | Netzausbau und Verstärkung Berlin | AC 380 kV |                           | 75             | 50Hertz            | seit 2022           | 2038                      | in Planung                                                       |
| 88   | Landesbergen – Grohnde – Vörden – Würgassen – Sandershausen Ost – Bergshausen – Borken                                                                         | AC 380 kV |                           | 217            | TenneT             | seit 2022           | 2030                      | in Planung                                                       |
| 89   | Westerkappeln – Gersteinwerk | AC 380 kV |                           | 90             | Amprion            | seit 2021           | 2033                      | in Planung                                                       |
| 90   | Gersteinwerk – Lippe – Mengede | AC 380 kV |                           | 34             | Amprion            | seit 2022           | 2038                      | in Planung                                                       |
| 91   | Emscherbruch – Hüllen – Eiberg – Bochum – Hattingen | AC 380 kV |                           | 34             | Amprion            | seit 2022           | 2037                      | in Planung                                                       |
| 92   | Walsum – Beeck | AC 380 kV |                           | 8,5            | Amprion            | seit 2022           | 2030                      | in Planung                                                       |
| 93   | Lauchstädt – Leuna/Merseburg/Weißenfels – Pulgar | AC 380 kV |                           | 59             | 50Hertz            | seit 2022           | 2033                      | in Planung                                                       |
| 94   | Sechtem – Ließem – Weißenthurm | AC 380 kV |                           | 77             | Amprion            | seit 2022           | 2030                      | in Planung                                                       |
| 95   | Dahlem – Bundesgrenze (BE) Belgien | DC        |                           | 15             | Amprion            | seit 2022           | 2035                      | in Planung                                                       |
| 96   | Aschaffenburg – Urberach | AC 380 kV |                           | 29,5           | Amprion/TenneT     | seit 2022           | 2035                      | in Planung                                                       |
| 97   | Uchtelfangen – Ensdorf – Bundesgrenze (FR) Frankreich | AC 380 kV |                           | 34             | Amprion            | seit 2022           | 2028                      | in Bau                                                           |
| 98   | Punkt Fraulautern – Saarwellingen/Saarlouis/Dillingen (Saar) – Diefflen                                                                                        | AC 380 kV |                           | 8,3            | Amprion            | seit 2022           | 2032                      | in Planung                                                       |
| 99   | Waldshut-Tiengen – Bundesgrenze (CH) Schweiz | AC 380 kV |                           | 3              | Amprion            | seit 2022           | 2035                      | in Planung                                                       |

Quellen:

## Berichte und Monitoring
Die Übertragungsnetzbetreiber sind gemäß § 5 des Gesetzes gegenüber der Bundesnetzagentur (BNetzA) berichtspflichtig, ggf. auch gegenüber dem Bundesministerium für Wirtschaft und Energie (BMWi).
Als Regulierungsbehörde überprüft die Bundesnetzagentur gemäß § 35 EnWG regelmäßig die Planungs- und Baufortschritte und erstellt quartalsweise einen Monitoring-Bericht über den aktuellen Stand der BBPlG-Vorhaben.